# 470級
470級（よんななまるきゅう）は、2人乗りのレーシング・ディンギーである。スピネーカーと呼ばれる追い風用のバルーン型のセールが特徴的で、船名は全長470センチメートル（4.7メートル、15フィート5インチ）に由来する。
オリンピックの男子2人乗りディンギー競技と女子2人乗りディンギー競技に使用される艇のクラスであり、世界61カ国以上で帆走している。

## 歴史
470級は、1963年にフランスのアンドレ・コルヌによって近代的なグラスファイバー製のプレーニング・ディンギーとしてデザインされた。
1969年にインターナショナルクラスとなり、1976年に開催されたモントリオールオリンピックから五輪種目として採用。その後、1988年のソウルオリンピックからはセーリング競技初の女子種目にも採用された。
なお2024年に開催予定のパリオリンピックでは、男女別から男女混合の1種目になることが発表されている。

## 特徴
| 全長                       | 4.7m    |
| 水線長                     | 4.4m    |
| 重量                       | 120kg   |
| マスト高                   | 6.76m   |
| セール面積（メインセール） | 9.12m^2 |
| セール面積（メインセール） | 3.58m^2 |
| セール面積（合計）         | 12.7m^2 |
| セール面積（スピネーカー） | 13m^2   |

乗員の適正体重は2人の合計が130kg前後で、欧米人に比べて小柄な日本人に適しているとされている。このため日本国内では大学選手権、国民体育大会などにおけるヨット競技の正式種目としても採用され、国内で最もレース活動が盛んなレーシング・ディンギーのひとつとなっている。
1996年に開催されたアトランタオリンピックでは、重由美子・木下アリーシア組が銀メダル、2004年に開催されたアテネオリンピックでは、関一人・轟賢二郎組が銅メダルを獲得した。
艇上ではスキッパーがメインセール（一番大きな帆）と舵を操り、クルーがジブセール（前側の小さな帆）とスピネーカー（追い風用のバルーン型の帆）を操りながら艇が安定するようにバランスを取りながら帆走する。

## 製造
470級はWorld Sailingの審査によってライセンスを付与された建造者が「International 470 Class Rules」に基づいて建造しており、日本国内では2社がライセンスを所有し、生産している。